# UEFA-Amatőr kupa
Az UEFA-Amatőr kupa (angolul: UEFA Amateur Cup) egy megszűnt, az UEFA által szervezett labdarúgókupa volt amatőr labdarúgó-válogatottak számára.

## Eredmények
| 1967 | Spanyolország | Ausztria                  | 2–1         | Skócia      | Spanyolország | 2–0        | Törökország |
| 1970 | Olaszország   | Spanyolország             | 1–1 (h.u.)  | Hollandia   | Jugoszlávia   | 3–0        | Olaszország |
| 1970 | Olaszország   | Megismételt mérkőzés: 2–1 |             |             | Jugoszlávia   | 3–0        | Olaszország |
| 1974 | Jugoszlávia   | Jugoszlávia NSZK          | -           | -           | Spanyolország | 2–2 (h.u.) | Hollandia   |
| 1974 | Jugoszlávia   | Két győztes               | Két győztes | Két győztes | 4–2 (b.u.)    | 4–2 (b.u.) | 4–2 (b.u.)  |
| 1978 | Görögország   | Jugoszlávia               | 2–1 (h.u.)  | Görögország | NSZK          | 3–0        | Írország    |

- h.u. – hosszabbítás után
- b.u. – büntetők után